# Daniel-Henry Kahnweiler

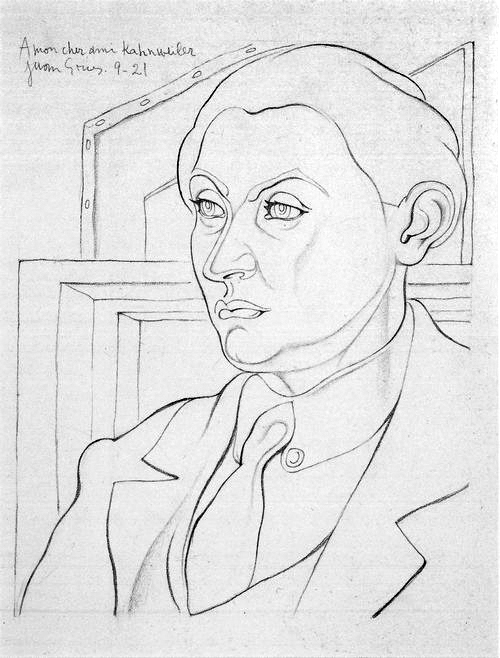
Juan Gris: Porträt Daniel-Henry Kahnweiler, 1921, Bleistift auf Papier, Musée National d’Art Moderne, Paris

Daniel-Henry Kahnweiler (* 25. Juni 1884 in Mannheim; † 11. Januar 1979 in Paris) war ein deutsch-französischer Galerist, Kunsthistoriker und wissenschaftlicher Autor. Kahnweiler ist besonders bekannt für seine langjährige Zusammenarbeit mit Pablo Picasso. Sein erstes kunsttheoretisches Buch aus dem Jahr 1920, Der Weg zum Kubismus, beeinflusste das Denken über moderne Kunst.

## Leben
Daniel-Henry Kahnweiler verbrachte seine Jugend zwischen 1890 und 1902 in Stuttgart. Er besuchte das Real-Gymnasium, das heutige Dillmanngymnasium, das er 1900 nach der Mittleren Reife verließ. Danach absolvierte er in Frankfurt eine Banklehre. Es folgten Praktika in Paris und London.

### Galerie Kahnweiler, ab 1920 Galerie Simon
Statt einer Karriere im Bankensektor wählte Kahnweiler die Kunst und eröffnete in Paris 1907 eine kleine Galerie in der Rue Vignon 28. In diesem Jahr schloss Kahnweiler bereits Exklusivverträge mit den Künstlern André Derain, Georges Braque und Maurice de Vlaminck ab, 1911 erstmals mit Pablo Picasso. Es folgten weitere Künstler wie Fernand Léger, Juan Gris, Henri Laurens und Manolo Martínez Hugué. Picasso malte im Jahr 1910 ein kubistisches Porträt des Galeristen.
Bei Ausbruch des Ersten Weltkrieges war Kahnweiler nicht in Paris, und seine deutsche Staatsbürgerschaft schloss seine Rückkehr aus. Er begab sich zum Berner Kunstsammler Hermann Rupf ins Exil, wo er die Kriegsjahre verbrachte. Seine konfiszierte Galerie wurde geschlossen, die Bilder nach dem Krieg weit unter Wert versteigert. Er kam erst im Februar 1920 zurück nach Paris. Im September 1920 eröffnete er zusammen mit André Simon die Galerie Simon in der Rue d’Astorg. Er konnte eine neue Gruppe von Künstlern unter Vertrag nehmen: den surrealistischen Maler André Masson und die Künstler Paul Klee und Arno Breker.

### Galerie Louise Leiris ab 1939
1937 erhielt er die französische Staatsbürgerschaft, musste sich aber wegen seiner jüdischen Abstammung während der Besetzung Frankreichs verstecken. Die Leitung der Galerie übernahm 1939 die Tochter seiner Frau, Louise Leiris, Ehefrau des Schriftstellers Michel Leiris; sie erhielt den Namen: Galerie Louise Leiris. Am 14. Mai 1945, wenige Tage nach dem Waffenstillstand, starb seine Frau Lucie in Paris, wohin das Ehepaar nach jahrelangem Aufenthalt in der Gegend von Limoges zurückgekehrt war. 1957 eröffnete er mit der Ausstellung „Pour saluer Picasso“ die mit Louise Leiris gemeinsam geleitete Galerie in der Rue de Monceau, die heute noch besteht. Daniel-Henry Kahnweiler starb am 12. Januar 1979 im Alter von 94 Jahren in Paris.

## Publikationen
Kahnweiler begann 1914 mit der Arbeit an seinem legendären Buch Der Weg zum Kubismus. Nach der 1912 publizierten theoretischen Abhandlung Du cubisme von Albert Gleizes und Jean Metzinger stellt sie eine der grundlegenden Veröffentlichungen zum Kubismus dar. Das Buch wurde kriegsbedingt erst 1920 im Münchner Delphin Verlag veröffentlicht. Bereits 1916 erschien eine Kurzfassung des Textes mit dem Titel Der Kubismus in dem Magazin Die Weißen Blätter in Zürich. Für seine Buchausgabe 1920 nutzte er den Autorennamen Daniel Henry, um sich als Deutscher in Frankreich einer unsachlichen Konfrontation zu entziehen.
Es folgten weitere Veröffentlichungen. 1920 erschien unter dem Namen Daniel Henry in der Reihe Junge Kunst eine Abhandlung über André Derain. Das Buch wurde vom Verlag von Klinckhardt & Biermann in Leipzig publiziert. Weitere Ausgaben folgten, so über Maurice de Vlaminck, Guillaume Apollinaire, Juan Gris, Fernand Léger, André Malraux und Antonin Artaud.

Verlagssignet Daniel-Henry Kahnweilers

Publikationen (Auswahl)
- Der Weg zum Kubismus. Delphin Verlag, München 1920 (archive.org).
- Junge Kunst – André Derain, Verlag von Klinckhardt & Biermann, Leipzig 1920
- Meine Maler – meine Galerien, Übertragen aus dem Französischen von Susanne B. Milczewsky. (Franz.: Mes galeries und mes peintres). Reihe DuMont Dokumente, Verlag DuMont Schauberg, Köln 1961, ohne ISBN
- zahlreiche Monographien über Künstler

## Ausstellungen

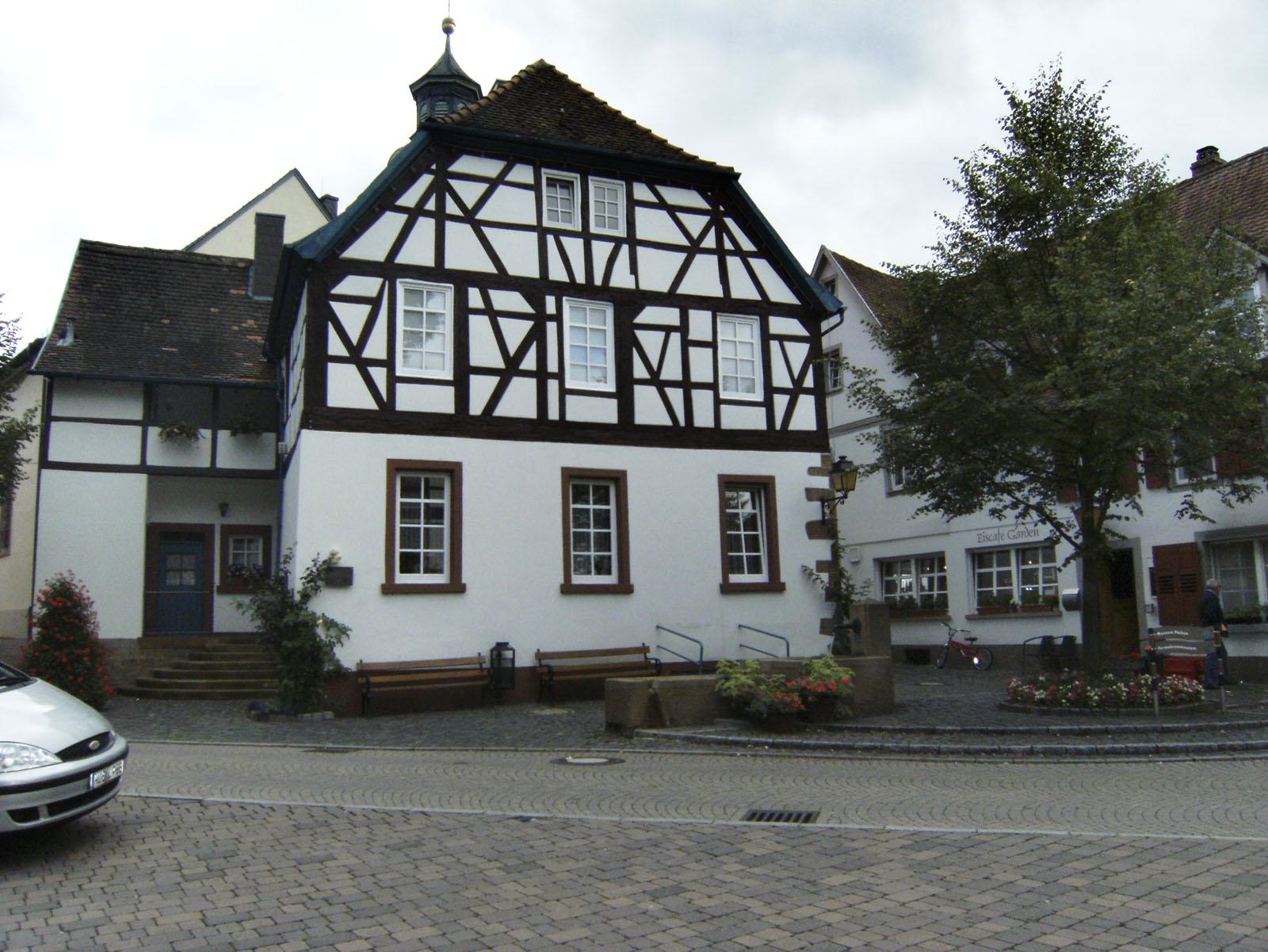
Das Kahnweiler-Haus in Rockenhausen

Eine ständige (Foto-)Ausstellung über Leben und Wirken Kahnweilers wird in Belfort im Museum Donation Maurice Jardot gezeigt.
Kahnweilers deutschsprachige Bibliothek ist im Haus seiner Vorfahren in Rockenhausen zu sehen. In diesem 1981 eingerichteten „Kahnweilerhaus“ werden zudem Kahnweiler-Lithografien von Picasso und eine Fotodokumentation zur Biografie Kahnweilers sowie Wechselausstellungen zeitgenössischer Künstler gezeigt.

## Würdigungen
In den 1960er Jahren wurde Kahnweiler gebeten, seinen Lebensweg für zwei Schallplatten der Reihe Erzähltes Leben der Deutschen Grammophon aufzunehmen.
Am 15. Februar 1970 wurde er zum Ehrenbürger von Rockenhausen ernannt. 
Im Jahr 1974 verlieh ihm die Universität Kaiserslautern die Ehrendoktorwürde.
Seit 1981 verleiht die „Kahnweiler-Gedenkstiftung“ in unregelmäßigen Abständen den Daniel-Henry-Kahnweiler-Preis für Malerei und Bildhauerei.

## Sekundärliteratur
- Pierre Assouline: Der Mann, der Picasso verkaufte  –  Daniel-Henry Kahnweiler und seine Künstler. Lübbe, Bergisch Gladbach 1990, ISBN 3-7857-0579-4.
- Maurice Jardot u. a.: Daniel-Henry Kahnweiler: Kunsthändler, Verleger, Schriftsteller. Katalog zur gleichnamigen Ausstellung im Centre Georges Pompidou, Paris, 22. November 1984 bis 28. Januar 1985, dt. Ausgabe: Hatje, Stuttgart 1986, ISBN 3-7757-0223-7.
- Hans Albert Peters (Hrsg.): Die Sammlung Kahnweiler. Von Gris, Braque, Léger und Klee bis Picasso. Ausstellungskatalog, mit Beiträgen von François Chapon, Isabelle Monod-Fontaine, Hans Albert Peters, Werner Spies und Stephan von Wiese, Kunstmuseum Düsseldorf im Ehrenhof/Prestel, München 1994, ISBN 3-7913-1433-5.